# Mesida realensis
Espèce
 Mesida realensis est une espèce d'araignées aranéomorphes de la famille des Tetragnathidae.

## Distribution
Cette espèce est endémique de Luçon aux Philippines,

## Description
Le mâle holotype mesure 4,35 mm.

## Étymologie
Son nom d'espèce, composé de real et du suffixe latin -ensis, « qui vit dans, qui habite », lui a été donné en référence au lieu de sa découverte, Real.

## Publication originale
- Barrion & Litsinger, 1995 : Riceland Spiders of South and Southeast Asia. CAB International, Wallingford, p. 1-700.